# Metastabilność

Układ ze stanem metastabilnym (1), niestabilnym stanem przejściowym (2) i stanem stabilnym (globalnie) (3).

Metastabilność – własność delikatnej równowagi stanów, które są stabilne dla małych odchyleń od położenia równowagi, ale większe wychylenie powoduje zmianę stanu i przejście do równowagi pełnej, lub ew. innego stanu metastabilnego.
Ze względu na naturalne fluktuacje stany metastabilne rozpadają się samoistnie, ale czas ich trwania może być bardzo długi. Dlatego dostarczenie energii, np. przez podgrzanie, zwiększa szybkość przemiany i może doprowadzić do zmiany stanu substancji.
Z fizycznego punktu widzenia układ w stanie metastabilnym znajduje się w minimum lokalnym (ale nie globalnym) energii, a po dostarczeniu energii potrzebnej do pokonania bariery lub w wyniku zjawiska tunelowego przechodzi do stanu o mniejszej energii.

## Metastabilność substancji chemicznych
Zazwyczaj metastabilność jest spowodowana względnie wolnym tempem przejścia fazowego. Przypadkiem metastabilności jest alotropia pierwiastków chemicznych – przy danej temperaturze i ciśnieniu, w pełni stabilna jest tylko jedna odmiana, ale inne również mogą istnieć. Przykładowo, w temperaturze pokojowej diament jest metastabilny, ponieważ przejście do stabilnej postaci grafitu jest niezwykle powolne. Przy wyższych temperaturach tempo przejścia fazowego jest większe i diament przekształci się w grafit.
Innymi przykładami substancji w stanach metastabilnych są ciecz przechłodzona i przegrzana.
Często powtarzanym błędem jest twierdzenie, że szkło jest substancją w stanie metastabilnym. Nie jest to prawda, ponieważ stan szklisty jest z termodynamicznego punktu widzenia niestabilny. Jest to przykład tzw. "zamrożonego nieporządku".

## Metastabilność w fizyce jądrowej

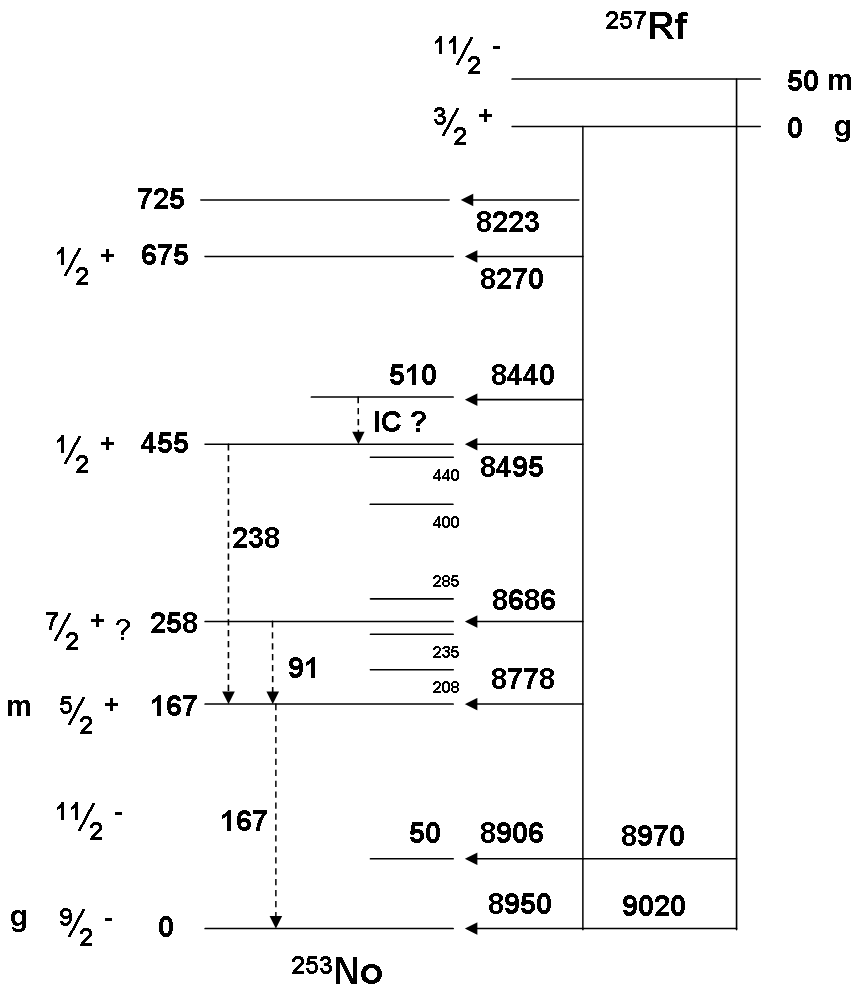
Schemat rozpadu jądra ^{257}Rf ze stanu podstawowego (g) i metastabilnego stanu wzbudzonego (m). W jądrze potomnym ^{253}No występuje kilka niestabilnych stanów wzbudzonych i jeden stan metastabilny.

Pojęcie metastabilności pojawia się także w kontekście przemian jądrowych. Metastabilne izomery jądrowe są jądrami atomowymi w stanie wzbudzonym, z którego przechodzą do stanu o niższej energii (przejście izomeryczne). Przejście to może odbywać się przez emisję gamma, w wyniku której otrzymuje się w stanie końcowym ten sam izotop, lub poprzez inny typ rozpadu, wtedy jednak powstaje inny nuklid.
W rzadkich przypadkach izomery jądrowe mogą być bardzo trwałe; najtrwalsze znane jądro wzbudzone 180mTa ma czas połowicznego rozpadu powyżej 1,2×1015 lat i występuje naturalnie na Ziemi, podczas gdy stan podstawowy tego izotopu ulega rozpadowi w czasie rzędu godzin.